# Вармзен
Вармзен (нем. Warmsen) — община в Германии, в земле Нижняя Саксония.
Входит в состав района Ниэнбург-на-Везере. Подчиняется управлению Ухте. Население составляет 3434 человека (на 31 декабря 2010 года). Занимает площадь 81,61 км².
Коммуна подразделяется на 6 сельских округов.
| Год  | Население |
| ---- | --------- |
| 1990 | 3435      |
| 1995 | 3494      |
| 2000 | 3561      |
| 2005 | 3568      |
| 2010 | 3487      |